# Rudolf Haym
Rudolf Haym (Grünberg, 5 ottobre 1821 – Sankt Anton am Arlberg, 27 agosto 1901) è stato uno storico, filosofo e letterato tedesco.

## Biografia
Il suo percorso di formazione scolastica comprese la frequentazione dell'Università di Halle e di quella di Berlino nelle facoltà di Filosofia, Teologia e Filologia.
Erudito e studioso appassionato della cultura germanica e profondo sostenitore dell'importanza di quest'ultima per la formazione, l'amalgama e l'elevazione di un comune 'spirito tedesco', che si manifesta grazie alle intuizioni degli artisti, dei letterati e dei pensatori.

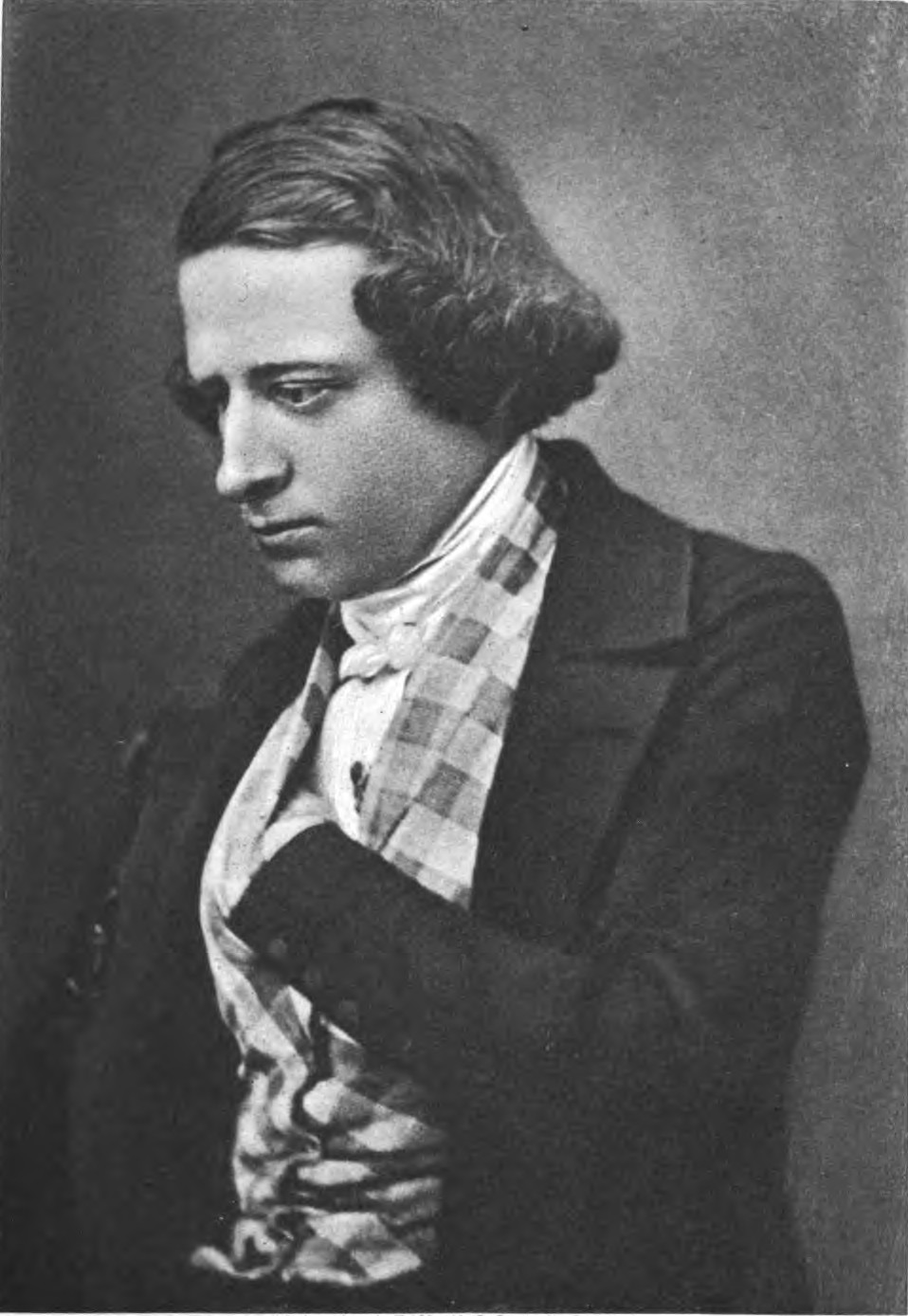
Rudolf Haym, nel 1847

Nel 1839 aderì alla società studentesca Burschenschaft.
È stato uno dei saggisti più letti e più seguiti dai suoi contemporanei e dalle generazioni successive, anche per le sue intuizioni originali ed acute nell'analisi dei movimenti e delle correnti letterarie.
Sviluppò, nel corso degli anni, una convinzione politica liberale e perciò aderì e collaborò con l'Assemblea Nazionale Costituente di Francoforte, verso la metà dell'Ottocento.
I resoconti di questa sua esperienza vennero redatti in tre volumi dati alle stampe nel 1850, intitolati Die deutsche Nationalversammlung.
L'anno seguente iniziò la sua collaborazione con l'Università di Halle, nella quale divenne docente di filosofia e di Storia della letteratura nel 1860.
Sei anni dopo entrò nella Camera dei Rappresentanti prussiana e poco dopo diede il suo sostegno alle politiche di Otto von Bismarck.
Contemporaneamente si dedicò alla stesura di lavori biografici e storici su alcune delle personalità più importanti nel campo della filosofia e della letteratura, tra i quali si possono citare Hegel (1857), Herder (1877), Wilhelm von Humboldt (1856) e Schopenhauer (1864).
La sua notorietà è dovuta però al saggio intitolato Die romantische Schule ("La scuola romantica", 1870), incentrato sulla fase nascente del movimento romantico, il particolar modo del gruppo di Jena.
La sua analisi storica e letteraria sul movimento romantico si contraddistinse per l'originale individuazione di varie fasi di sviluppo del pensiero.
I suoi studi si caratterizzarono per una ricerca e analisi vasta e completa dell'argomento trattato.
Nel 1900 entrò a far parte dell'Accademia Prussiana delle Scienze.

## Opere
- Reden und Redner des ersten preußischen Vereinigter Landtag, ("Discorsi e relatori della prima prussiana", 1847).
- Zur Charakteristik neupreußischer Politik, ("Caratteristiche politiche neupreußischer", 1854).
- Die deutsche Nationalversammlung, 3 Bände, ("L'Assemblea nazionale tedesca", 1848-1850).
- Hegel und seine Zeit, ("Hegel e il suo tempo", 1857).
- Arthur Schopenhauer, (Biografia, 1864).
- Die romantische Schule, (1870, tr. it. "La Scuola romantica: contributo alla storia dello spirito tedesco", Napoli, Ricciardi, 1965).
- Herder nach seinem Leben und seinen Werken dargestellt, ("Herder analizzato con la sua vita e le sue opere", Berlino, 1880 / 1885).
  - Band 1, Hälfte 1. 2, Berlino: Gaertner, 1877.
  - Band 2, Berlino: Gaertner, 1885.
  - Herder. A curae con introduzione di Wolfgang Harich, Berlino: Aufbau-Verl., 1954.
  - Herder. Berlino: Aufbau-Verl., 1958.
- Das Leben Max Duncker's' , ("La vita di Max Duncker", 1891).
- Aus meinem Leben.  ("Dalla mia vita", Berlino: R. Gaertner, 1902).
- Gesammelte Aufsätze, ("Raccolta racconti", 1903).
- Ausgewählter Briefwechsel. ("Selezione epistole", 1930).
- Zur deutschen Philosophie und Literatur, ("Per la filosofia e la letteratura tedesca") in: Klassiker der Kritik, ("I classici della critica", 1963).